# Проектная документация для строительства
Проектная документация для строительства — результат закрепления информации о деятельности в области проектирования объектов строительства. В России с 1920 года по настоящее время представляет соовокупность текстовых и графических технических документов, полностью характеризирующих объект строительства (здание, сооружение, линейный объект или их комплекс). В современной России в систему проектной документации для строительства входят требования для проектной документации и рабочей документации.

## История

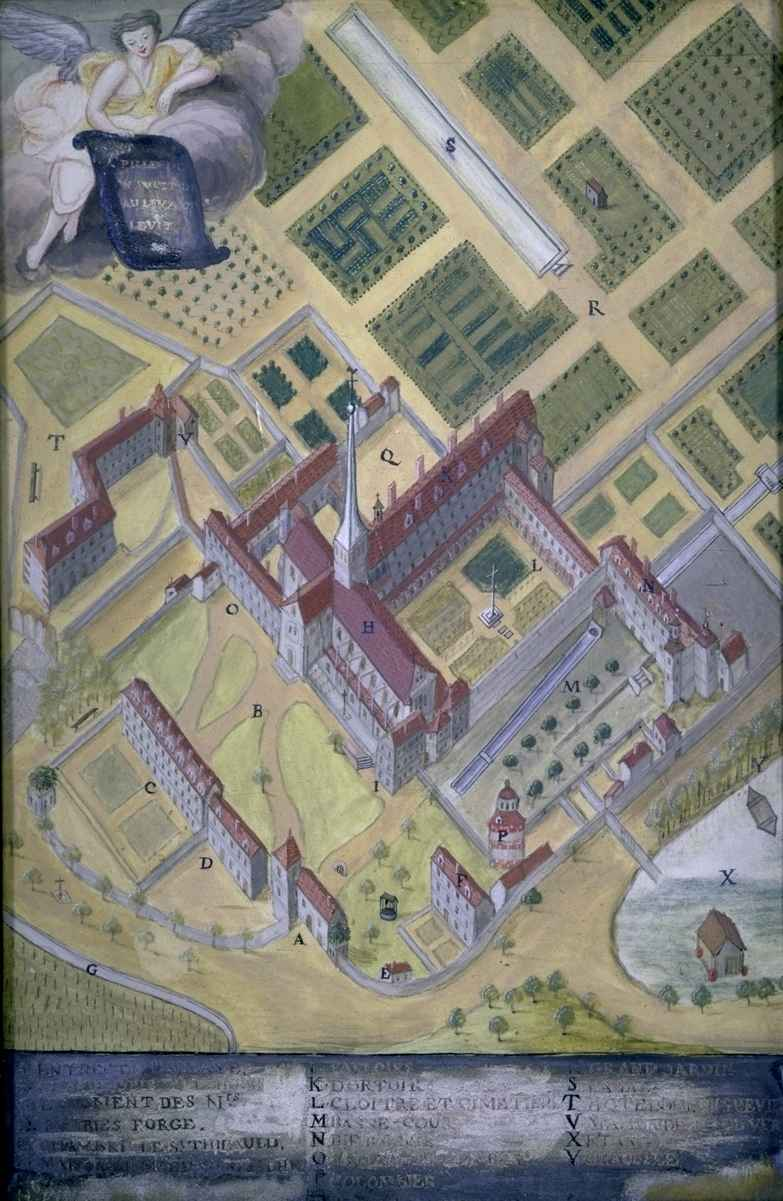
Аксонометрический план XVIII века (Франция)

Исторически применяемые в строительстве графические документы не отличались от картографических изображений. Профессиональные архитектурные чертежи, основанные на правилах масштабного проекционного черчения, появляются в России в начале XVIII века.
В 1960-е в СССР годы стадии проектировния носили названия проектное задание и рабочие чертежи. Проектное задание разрабатывалось на основаниии задания для проектирования. Проектное задание, после его утверждения, являлось основанием для финансирования строительства, заказа оборудования и разработки рабочих чертежей. На его основании могли производится первоочередные подготовительные работы. Рабочие чертежи выполнялись в соответствии с проектным заданием и утверждению не подлежали. Для отдельных объектов проектирование могло производится в одну стадию.

## Современная Россия

### Рабочая документация
Рабочая документация представляет собой документацию, содержащую материалы в текстовой и графической формах и (или) в форме информационной модели, в соответствии с которой осуществляются строительство, реконструкция объекта капитального строительства, их частей. Рабочая документация разрабатывается на основании проектной документации. Подготовка проектной документации и рабочей документации может осуществляться одновременно.:Ст. 48 п. 2_1
Состав, оформление и содержание рабочей документации определяется требованиями комплекса документов ГОСТ СПДС и может уточняться в задании на проектирование Техническим Заказчиком.
По мнению Минрегиона России, при одновременной разработке проектной и рабочей документации по решению заказчика и с согласия экспертной организации, вся документация может быть представлена на государственную экспертизу. Но фактически такая схема действует только на небольших объектах. Крупные проекты проходят экспертизу Проектной Документации.
В соответствии с п. 1.5 Приложения № 3 к Приказу Минрегиона России от 28.05.2010 № 260 "Государственные сметные нормативы "Справочник базовых цен на проектные работы для строительства «Объекты жилищно-гражданского строительства», а также п. 1.4 Методических указаний по применению справочников базовых цен на проектные работы в строительстве, утверждённых приказом Минрегиона России № 620 от 29.12.2009, распределение базовой цены на разработку проектной и рабочей документации осуществляется, как правило, в соответствии с показателями приведёнными в таблице, и может уточняться по согласованию между исполнителем и заказчиком:
| Виды документации      | Процент от базовой цены |     |
| ---------------------- | ----------------------- | --- |
| Проектная документация | 40                      | 50  |
| Рабочая документация   | 60                      | 50  |
| ИТОГО                  | 100                     | 100 |

В зависимости от специфики объектов строительства и полноты разработки проектной и рабочей документации рекомендуемое соотношение базовой цены проектирования может корректироваться по согласованию между исполнителем проектных работ и заказчиком.
Кроме того, если заданием на проектирование предусмотрена одновременная разработка проектной, и полная или частичная разработка рабочей документации, то суммарный процент базовой цены определяется по согласованию между заказчиком (застройщиком) строительства и лицом, осуществляющим подготовку такой документации, в зависимости от архитектурных, функционально-технологических, конструктивных и инженерно-технических решений, содержащихся в проектной документации, а также степени их детализации.

### Проектная документация
Проектная документация представляет собой документацию, содержащую материалы в текстовой и графической формах и (или) в форме информационной модели и определяющую архитектурные, функционально-технологические, конструктивные и инженерно-технические решения для обеспечения строительства, реконструкции объектов капитального строительства, их частей, капитального ремонта.:Ст. 48 п. 2
Содержание и объём проектной документации для отдельных объектов строительства определяются нормативными документами, инструкциями по разработке проектов и смет.
Градостроительный кодекс РФ устанавливает обязательность разработки проектной и сметной документации для планируемого строительства, реконструкции, капитального ремонта (если при проведении ремонта изменяются конструктивные и несущие элементы, а также объемные характеристики и безопасность здания) объектов коммерческой и промышленной недвижимости, в границах земельного участка, на который должным образом оформлены имущественные права инвестора или застройщика.
Комплект проектной документации включает текстовую часть и графическую часть. Комплектность и содержание проектной документации устанавливается Постановлением Правительства РФ от 16 февраля 2008 г. N 87 «О составе разделов проектной документации и требования к их содержанию».
Текстовые проектные материалы должны содержать сведения об объекте строительства, перечень принятых инженерно-технических решений, пояснительную записку, ссылки на нормативно-технические документы, регламентирующие подготовку проектной документации, а также проектные расчеты, обосновывающие принятые решения. Графическая часть содержит чертежи, на которых отображаются принятые проектно-технические решения в виде схем, планов и других документов в графической форме.
Графический материал (чертежи) отражает архитектурно-планировочные, конструктивно-компоновочные и технологические решения. Расчётно-пояснительная записка содержит сведения, обосновывающие техническую возможность строительства, надёжность и безопасность работы в конкретных условиях. Сметно-экономическая часть определяет стоимость строительства, обосновывает целесообразность затрат финансовых, материально-технических и трудовых ресурсов.
Виды работ по подготовке проектной документации, которые оказывают влияние на безопасность объектов капитального строительства, должны выполняться только индивидуальными предпринимателями или юридическими лицами, имеющими выданные саморегулируемой организацией свидетельства о допуске к таким видам работ. Иные виды работ по подготовке проектной документации могут выполняться любыми физическими или юридическими лицами.
Перечень видов работ, которые оказывают влияние на безопасность объектов капитального строительства, утверждён Приказом Минрегиона от 30.12.2009 № 624.
Лицом, осуществляющим подготовку проектной документации, может являться застройщик либо привлекаемое застройщиком или заказчиком на основании договора физическое или юридическое лицо. Лицо, осуществляющее подготовку проектной документации, организует и координирует работы по подготовке проектной документации, несет ответственность за качество проектной документации и её соответствие требованиям технических регламентов. Лицо, осуществляющее подготовку проектной документации, вправе выполнять определенные виды работ по подготовке проектной документации самостоятельно при условии соответствия такого лица требованиям к видам работ, и (или) с привлечением других соответствующих указанным требованиям лиц.
Осуществление подготовки проектной документации не требуется при строительстве, реконструкции, капитальном ремонте объектов индивидуального жилищного строительства (отдельно стоящих жилых домов с количеством этажей не более трёх, предназначенных для проживания одной семьи).

#### Разделы
В соответствии с Постановлением Правительства Российской Федерации от 16.02.2008 № 87 «О составе разделов проектной документации и требованиях к их содержанию» проектная документация на объекты капитального строительства производственного и непроизводственного назначения состоит из следующих разделов (в скобках приведены шифры разделов в соответствии с ГОСТ Р 21.101-2020):
| Номер раздела | Наименование раздела | Шифр раздела |
| ------------- | --- | ------------ |
| 1             | «Пояснительная записка» | ПЗ           |
| 2             | «Схема планировочной организации земельного участка» | ПЗУ          |
| 3             | «Объемно-планировочные и архитектурные решения» | АР           |
| 4             | «Конструктивные решения» | КР           |
| 5             | «Сведения об инженерном оборудовании, о сетях и системах инженерно-технического обеспечения»: - а) подраздел «Система электроснабжения» (ИОС1); - ЭГ — молниезащита и заземление - ЭС — электроснабжение (от ТП до ВРУ) - ЭМ — электрооборудование (компьютеры, холодильники, плиты, стиральные машины, электрические розетки, насосы, двигатели и т. п.) (буква «М» в аббревиатуре означает Монтаж) - ЭО — электроосвещение (внутреннее) - ЭН — электроосвещение наружное - б) подраздел «Система водоснабжения» (ИОС2); - в) подраздел «Система водоотведения» (ИОС3); - г) подраздел «Отопление, вентиляция и кондиционирование воздуха, тепловые сети» (ИОС4); - д) подраздел «Сети связи» (ИОС5); - е) подраздел «Система газоснабжения» (ИОС6); | ИОС          |
| 6             | «Технологические решения» | ТХ           |
| 7             | «Проект организации строительства» | ПОС          |
| 8             | «Мероприятия по охране окружающей среды» | ООС          |
| 9             | «Мероприятия по обеспечению пожарной безопасности» | ПБ           |
| 10            | «Требования к обеспечению безопасной эксплуатации объектов капитального строительства» | ТБЭ          |
| 11            | «Мероприятия по обеспечению доступа инвалидов к объекту капитального строительства» | ОДИ          |
| 12            | «Смета на строительство, реконструкцию, капитальный ремонт, снос объекта капитального строительства» | СМ           |
| 13            | «Иная документация в случаях, предусмотренных законодательными и иными нормативными правовыми актами Российской Федерации», в том числе: |              |
|               | — Перечень мероприятий по гражданской обороне, мероприятий по предупреждению чрезвычайных ситуаций природного и техногенного характера | ГОЧС         |
|               | — Декларация промышленной безопасности опасных производственных объектов | ДПБ          |
|               | — Декларация безопасности гидротехнических сооружений | ДБГ          |

Проектная документация на линейные объекты капитального строительства состоит из 10 разделов:
- раздел 1 «Пояснительная записка» (ПЗ);
- раздел 2 «Проект полосы отвода» (ППО);
- раздел 3 «Технологические и конструктивные решения линейного объекта. Искусственные сооружения» (ТКР);
- раздел 4 «Здания, строения и сооружения, входящие в инфраструктуру линейного объекта» (ИЛО);
- раздел 5 «Проект организации строительства» (ПОС);
- раздел 6 «Мероприятия по охране окружающей среды» (ООС);
- раздел 7 «Мероприятия по обеспечению пожарной безопасности» (ПБ);
- Раздел 8 «Требования к обеспечению безопасной эксплуатации линейного объекта» (ТБЭ);
- раздел 9 «Смета на строительство, реконструкцию, капитальный ремонт, снос объекта капитального строительства» (СМ);
- раздел 10 «Иная документация в случаях, предусмотренных законодательными и иными нормативными правовыми актами Российской Федерации».

#### Экспертиза
Проектная документация объектов капитального строительства и результаты инженерных изысканий, выполняемых для подготовки такой проектной документации, подлежат экспертизе, за исключением оговорённых случаев (проектирование несложных объектов, для которых не требуется получения разрешения на строительство и др.). С 01.04.2012 экспертиза проектной документации и/или экспертиза результатов инженерных изысканий проводятся в форме государственной экспертизы либо в форме негосударственной экспертизы. Заключение негосударственной экспертизы должно приниматься Стройнадзором наравне с заключением государственной экспертизы.
Предметом экспертизы являются оценка соответствия проектной документации требованиям технических регламентов, а также результатам инженерных изысканий, и оценка соответствия результатов инженерных изысканий требованиям технических регламентов.
Результатом экспертизы является заключение о соответствии (положительное заключение) или несоответствии (отрицательное заключение) проектной документации требованиям технических регламентов и результатам инженерных изысканий, требованиям к содержанию разделов проектной документации, а также о соответствии результатов инженерных изысканий требованиям технических регламентов.
Государственная экспертиза проводится органом исполнительной власти субъекта РФ или подведомственным ему государственным учреждением по месту нахождения земельного участка. Порядок организации и проведения в Российской Федерации государственной экспертизы проектной документации и результатов инженерных изысканий, порядок определения размера платы за проведение государственной экспертизы, а также порядок взимания этой платы определяется Положением, утверждённым Постановлением Правительства РФ от 05.03.2007 № 145.
Негосударственная экспертиза проводится юридическими лицами, соответствующими требованиям, установленным Статьёй 50 ГСК РФ. Порядок аттестации физических лиц на право подготовки заключений экспертизы, а также порядок аккредитации юридических лиц на право проведения негосударственной экспертизы устанавливаются соответственно Статьями 49.1 и 50 ГСК РФ.
Начиная с 2017 года, в РФ, для государственной экспертизы проектная документация предоставляется в электронном виде (за исключением проектов связанных с государственной тайной).